# Koenasjir
Koenasjir (Russisch: Кунаши́р; Japans: 国後島; Kunashiri-tō) betekent Zwart Eiland in het Ainu. Het is het zuidelijkste van de Koerilen-eilanden en het behoort bij Rusland, maar wordt opgeëist door Japan.
Koenasjir is te zien vanaf het nabijgelegen Japanse eiland Hokkaido, waarvan het wordt gescheiden door de Straat Nemuro. Het eiland is ongeveer 1490 km² groot en ligt 7.050 km van Moskou.

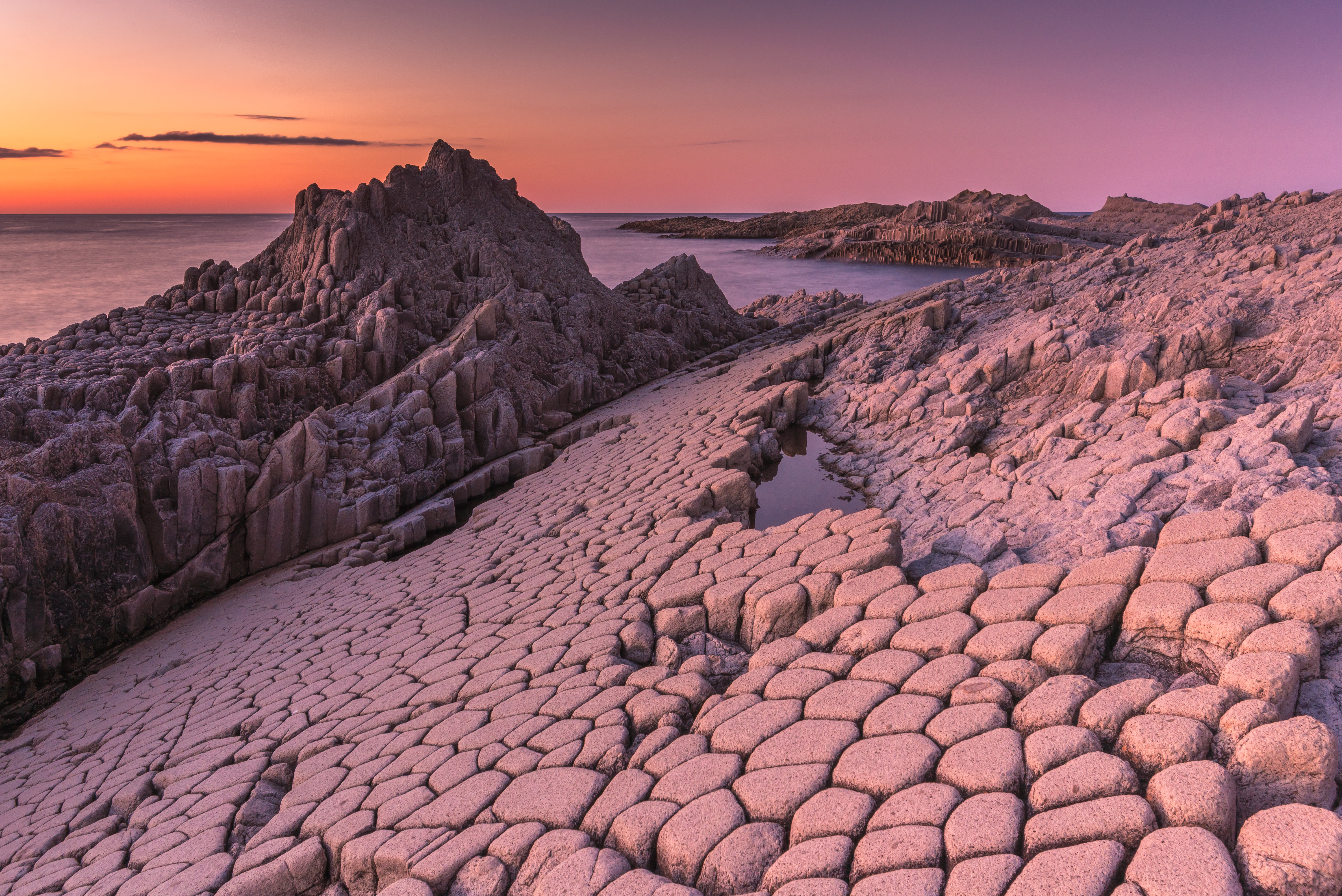
Kaap Stolbatsjaty in de Zapovednik Koerilski op Koenasjir